# Pierre Michaux
Pierre Michaux (✰ Bar-le-Duc, 25 de junho de 1813;  ✝ Paris, 1883) foi um ferreiro que fornecia peças para carruagens em Paris durante as décadas de 1850 e 1860. 
Em 1864 ele formou uma sociedade com os irmãos Olivier com seu próprio nome, Michaux et Cie ("Michaux e companhia"), que foi a primeira empresa a construir bicicletas com pedais, veículo que naquele tempo era chamado de velocípede.

## O velocípede

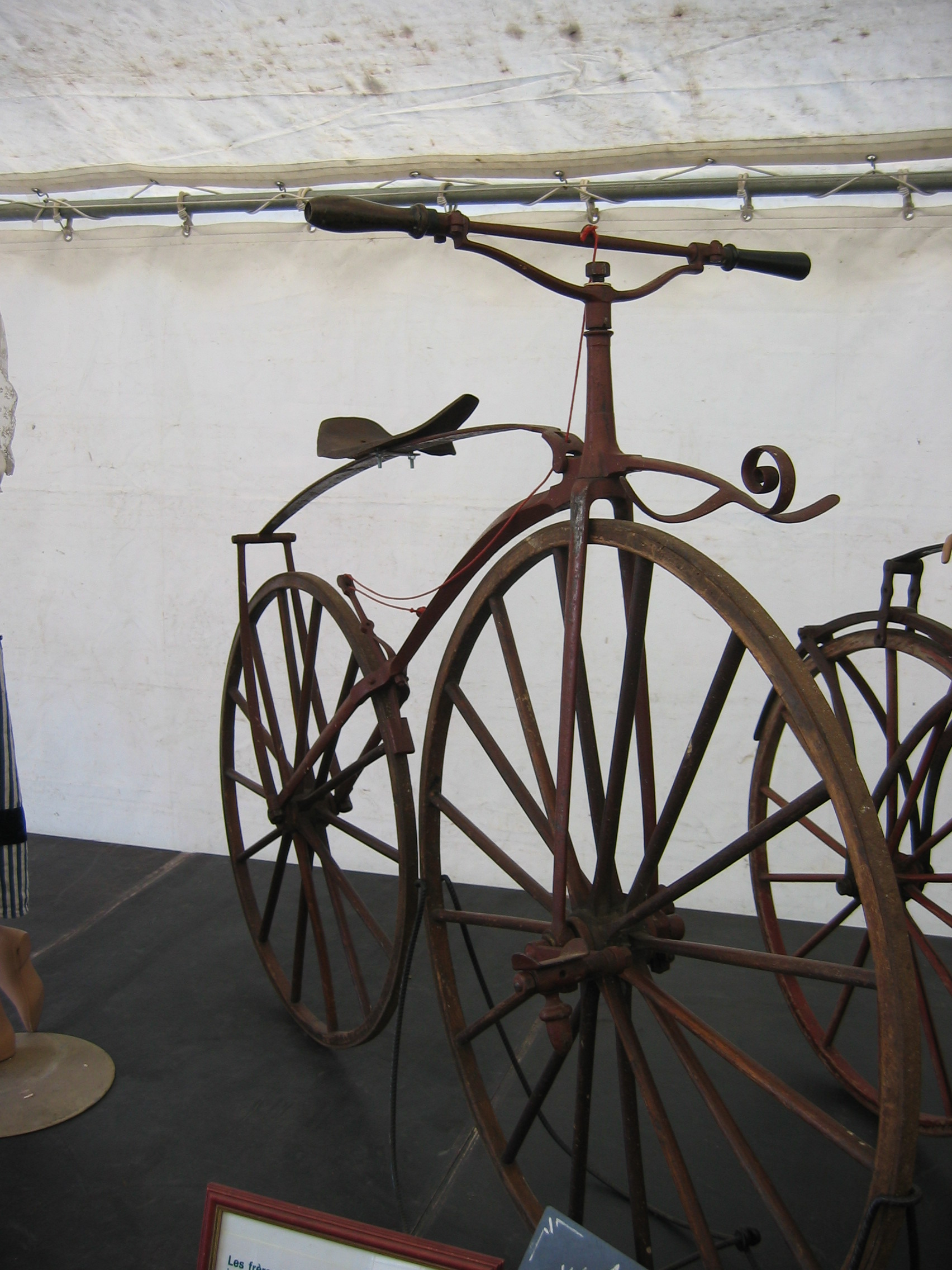
O Vélo Michaux, de 1861.

O design do Vélo Michaux, foi baseado na invenção feita no ano anterior por Pierre Lallement, sendo que a única diferença das bicicletas de Michaux era o quadro em formato sinuoso feito de duas peças de ferro fundido colocadas juntas, ao invés de madeira, o que as fez mais elegantes e preparadas para produção em massa. Em 1865 um ferreiro de Lyon chamado Gabert desenhou uma variação do quadro que consistia de uma única peça diagonal de ferro fundido e era muito mais resistente -- naquele tempo Lallement tinha emigrado para os EUA, onde havia registrado a primeira e única patente para a bicicleta com pedais.
A empresa de Michaux começou a produzir bicicletas para comercialização em 1867. Logo tornou-se evidente que os quadros de ferro fundido em formato sinuoso não eram fortes o suficientes, e com fabricantes concorrentes já produzindo bicicletas com o quadro diagonal, os Oliviers insistiram que Michaux fizesse o mesmo. A sociedade foi desfeita em 1869, e Michaux e sua empresa caíram no esquecimento quando o primeiro "boom" das bicicletas chegou ao fim na França e nos EUA. Apenas na Inglaterra a bicicleta continuou popular, e a Inglaterra foi o local onde continuaram acontecendo os maiores aprimoramentos no veículo.
Michaux é frequentemente creditado como autor da ideia de adaptar pedais à draisiana e, portanto, pela invenção da bicicleta. No entanto, o pesquisador de bicicletas David V. Herlihy documentou que é Lallement quem na verdade merece este crédito.
O filho de Pierre, Ernest Michaux, também trabalhou na fábrica de peças de seu pai e mais tarde na empresa de velocípedes.